# 賽爾號大電影5：雷神崛起
《赛尔号大电影5：雷神崛起》（英語：Seer 5: Rise of Thunder）是由上海淘米网络科技有限公司运营的的儿童虚拟社区《赛尔号》改编的第五部同名动画电影，由王章俊执导，该影片于2015年7月23日在中国大陆上映。其前作為賽爾號大電影4：聖魔之戰，續作為賽爾號大電影6：聖者無敵。

## 配音
- 罗玉婷
- 翟巍
- 王晓彤
- 孙晔
- 吴磊
- 蒋可
- 刘北辰
- 李晔[4]

## 票房
该电影累计获得了5,662万元的票房。